# 不良少年（ヤンキー）の夢
『不良少年（ヤンキー）の夢』（ヤンキーのゆめ）は、義家弘介の自伝『不良少年の夢』を原作にした日本の映画。2005年10月15日公開。

## 概要
ドキュメンタリー番組やTBSドラマ『ヤンキー母校に帰る』で話題となった“ヤンキー先生”こと義家弘介の自伝『不良少年の夢』（光文社）を映画化。義家の北星学園余市高等学校在学時代を描く。主演松山ケンイチ。文部科学省選定作品。

## キャスト
- 義家弘介 - 松山ケンイチ
- 安達俊子 - 真野響子
- 西崎美紗緒 - 伴杏里
- 佐古進 - 片桐竜次
- 佐古道代 - 二木てるみ
- 山村栄 - でんでん
- 中島陽典
- 草野康太
- 伊藤高
- 三浦哲郁
- 脇知弘
- 波岡一喜
- 伊藤友樹
- 渡辺卓
- 桐谷健太
- 水田芙美子
- 七海まい
- 滝本知子 - 竹内都子
- 山口芳之 - 武藤敬司
- 岸本孝一 - 田中健
- 滝本博 - 西村雅彦

## スタッフ
- 監督 - 花堂純次
- 企画 - 高橋松男事務所
- 製作 - 高橋松男
- 原作 - 義家弘介『不良少年の夢』（光文社）
- 脚本 - 中岡京平、花堂純次
- プロデューサー - 三村順一、野辺忠彦、霜村裕
- アソシエイトプロデューサー - 竹村友里
- 音楽 - 安川午朗
- 撮影 - 佐々木原保志
- 照明 - 金沢正夫
- 美術 - 金勝浩一
- 録音 - 岩倉雅之
- 編集 - 奥原好幸
- 記録 - 甲斐哲子
- 装飾 - 岸田洋治
- キャスティング - 阿部一夫
- 助監督 - 水戸敏博
- 製作担当 - 宮川健治
- 製作会社 - アマナスキネマ東京
- 配給 - オムロ、キネマスターフィルム